# Девета египатска династија
Седма, Осма, Девета, Десета и Једанаеста (само у Теби) династија древног Египта се често заједнички сврставају под назив Први прелазни период Египта.

## Владари
Познати владари у египатској историји за Девету династију су следећи (датуми су непоуздани):
| Име       | Коментар |
| --------- | -------- |
| Неферкаре | -        |
| Вахкаре   | -        |
| Небкауре  | -        |
| Мерикаре  | -        |

Девету династију је у граду Хераклеополис Магна основао Мериибра, а тамо се наставила и Десета династија. У то доба Египат није био уједињен. Истовремено су владале и друге локалне династије. Торински краљевски канон сдржи списак од осамнаест фараона, владара, али су њихова имена оштећена и нечитка или изгубљена.